# Самнер, Элиот
Элиот Полина Самнер (англ. Eliot Paulina Sumner, родилась 30 июля 1990 года, Пиза, Италия) — британская вокалистка и композитор, ранее известная как Coco и I Blame Coco. Первый дебютный альбом певицы, The Constant, вышел в Великобритании 8 ноября 2010 года. Самнер — дочь музыканта Стинга и продюсера Труди Стайлер.

## I Blame Coco
Элиот Самнер начала писать музыку в 15-летнем возрасте. Среди её ранних работ такие композиции как: «I Blame Coco», «Look The Other Way», «Bohemian Love», «Darkstar», «Never Be», «Voice In My Head», «Avion», и «No Smile» (песня, которая позже войдёт в альбом The Constant), многие из которых наполнены сильным влиянием регги и элементами поп-панка. Песня «I Blame Coco», написанная в соавторстве с Mr Hudson, была выпущена отдельным 7" синглом в 2007. В группу I Blame Coco входят: Jonny Mott — клавишные, Alexis Nunez — ударные, Jonas Jalhay — гитара и Rory Andrew — бас-гитара.
В 17 лет Элиот подписала контракт с Island Records. Она потратила около 6 месяцев, сочиняя и записывая свой дебютный альбом The Constant в Швеции с одним из двух своих продюсеров, Класом Олундом. Следуя мнению своего менеджера, Christian Wåhlberg был нацелен на работу с Элиот, потому что увидел в ней «панк-рокера». Электро-поп-звучание её дебютного альбома появилось под влиянием президента Island Darcus Beese. И он, и Wåhlberg говорили, что если бы Элиот подписала контракт с другим лейблом, то тогда музыка, записанная с Олунд звучала бы совсем иначе. Дебютный, записанный для Island Records при участии Robyn сингл «Caesar» , был выпущен в феврале 2010. Следующий свой сингл, «Self Machine» Элиот выпустила 12 июля 2010.
Элиот работала с Fyfe Dangerfield над песней «Only Love Can Break Your Heart», Miike Snow и Sub Focus над песней «Splash». Также она сотрудничала с Питом Доэрти, Mr Hudson и Plan B.
В настоящее время Самнер продолжает работу над своим вторым альбомом. 14 февраля группа появилась в Hoxton Bar & Kitchen в Лондоне, чтобы представить новый материал, который обладает ещё более сочным и непринуждённым звуком.

## Eliot Sumner
В январе 2016 года у Элиот выходит второй альбом под названием «Information» который содержит в себе 12 треков. Также девушка решает петь под своим настоящим именем.

## Другие работы
Элиот стала приглашённой вокалисткой у Sway DaSafo в композиции «End of The Road» с альбома 2008 года The Signature LP. В апреле 2010 её вокал также появился на сингле Sub Focus «Splash», с его одноимённого дебютного альбома 2010 года, Sub Focus.

## Личная жизнь
Элиот Полина Самнер — дочь музыканта Стинга и актрисы и продюсера Труди Стайлер. У неё 5 братьев и сестёр: Джозеф (род. 1976) — вокалист группы Fiction Plane; Фуксия Кэтрин (род. 1982) — актриса, Бриджит Мишель (род. 1984) — кинорежиссёр, художница и актриса; Джейк (род. 1985) — режиссёр; и, наконец, младший брат Джакомо Люк (род. 1995).
Элиот страдает от симптомов потери обоняния после черепно-мозговой травмы в 2009 году и одержима покупкой клавишных.
Самнер училась в школе в Bryanston, Дорсет, а затем в Fine Arts College, колледже в Белсайз-парк, на севере Лондона.
В конце 2015 года Самнер совершила каминг-аут как лесбиянка. «Изначально мне казалось, что меня привлекают и парни, и девушки. Но со временем поняла, что отдаю предпочтение девушкам, и, похоже, это навсегда» — пояснила певица. Она также заявила, что никогда не делала секрет из своей ориентации и её родители и друзья знали об этом. Тем не менее, Элиот отметила, что в прошлом попадала в неприятности из-за своей сексуальности и внешнего вида. Элиот встречается с моделью Люси Фон Альтен. Пара вместе около двух лет и живёт вместе в Лондоне.

## Дискография

### Студийные альбомы
| Год  | Альбом                                                                                                 | Высшие позиции в чартах | Высшие позиции в чартах | Высшие позиции в чартах | Высшие позиции в чартах | Высшие позиции в чартах |
| Год  | Альбом                                                                                                 | UK                      | FRA                     | POL                     | SWI                     | GER                     |
| ---- | --- | ----------------------- | ----------------------- | ----------------------- | ----------------------- | ----------------------- |
| 2010 | The Constant - Дата выпуска: 8 ноября 2010 - Лейбл: Island Records - Форматы: CD, цифровая дистрибуция | 86                      | 72                      | 36                      | 41                      | 31                      |
| 2016 | Information - Дата выпуска: 22 января 2016 - Лейбл: Island Records - Форматы: CD, цифровая дистрибуция |                         |                         |                         |                         |                         |

### Синглы
| Год  | Название                     | Высшие позиции в чартах | Высшие позиции в чартах | Высшие позиции в чартах | Высшие позиции в чартах | Альбом       |
| Год  | Название                     | UK                      | BEL (Fla)               | BEL (Wal)               | GER                     | Альбом       |
| ---- | ---------------------------- | ----------------------- | ----------------------- | ----------------------- | ----------------------- | ------------ |
| 2010 | «Caesar» (при участии Robyn) | —                       | —                       | —                       | —                       | The Constant |
| 2010 | «Self Machine»               | 64                      | 3                       | 43                      | 56                      | The Constant |
| 2010 | «Quicker»                    | —                       | —                       | —                       | —                       | The Constant |
| 2010 | «In Spirit Golden»           | —                       | —                       | —                       | —                       | The Constant |
| 2011 | «Turn Your Back on Love»     | —                       | —                       | —                       | —                       | The Constant |

### Совместные работы
| Год  | Название                | Высшие позиции в чартах | Высшие позиции в чартах | Альбом     |
| Год  | Название                | UK                      | UK DAN                  | Альбом     |
| ---- | ----------------------- | ----------------------- | ----------------------- | ---------- |
| 2009 | «Animal» (с Miike Snow) | 98                      | —                       | Miike Snow |
| 2010 | «Splash» (с Sub Focus)  | 41                      | 7                       | Sub Focus  |

## Клипы
| Год  | Название                         | Режиссёр        |
| ---- | -------------------------------- | --------------- |
| 2010 | «Caesar»                         | Hope Audikana   |
| 2010 | «Only Love Can Break Your Heart» | Tom & Tabitha   |
| 2010 | «Splash»                         | Nick Frew       |
| 2010 | «Self Machine»                   | Alex Smith      |
| 2010 | «Quicker»                        | China Moo-Young |
| 2010 | «In Spirit Golden»               | Hope Audikana   |
| 2014 | «Information»                    | Eliot Lee Hazel |
| 2015 | «Dead Arms & Dead Legs»          |                 |
| 2015 | «After Dark»                     |                 |
| 2015 | «Firewood»                       |                 |
| 2015 | «Species»                        |                 |
| 2015 | «I Followed You Home»            |                 |

## Награды и номинации

### Virgin Media Music Awards
| Год  | Номинируемая работа | Категория     | Результат |
| ---- | ------------------- | ------------- | --------- |
| 2010 | «I Blame Coco»      | Best Newcomer | Номинация |